# Калаихум
Калаихум (тадж. Қалъаихум) или Калаи-Хумб (тадж. Қалъаи Хумб; перс. قلعۀ خمب‎ — «крепость на реке Хумб») — село, центр Дарвазского района Горно-Бадахшанской автономной области Республики Таджикистан. 
Расположен на высоте 1200 метров над уровнем моря, близ впадения реки Хумбоб в Пяндж, в 368 км от Душанбе, на границе с Афганистаном. Связан автомобильными дорогами с городами Куляб (168 км) и Хорог (235 км). Имеется аэропорт. Население по данным переписи населения 2010 года составляет 1600 человек. 
Административный центр сельской общины Калаихум, куда ещё входят 16 сёл. 

## История

Крепость Калаи-Хумб на реке Пяндж — столица Дарваза

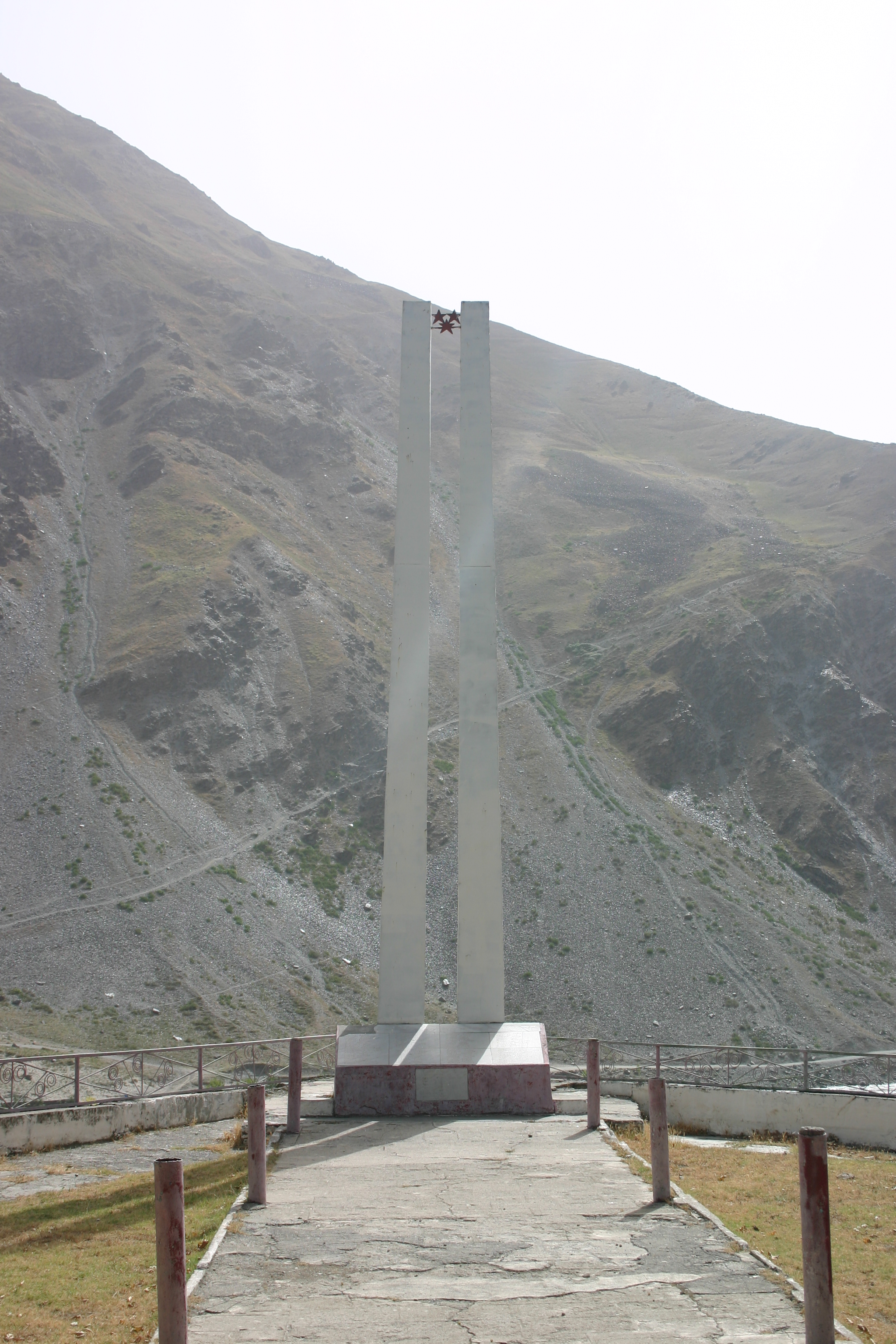
Памятник советским солдатам, погибшим в Афганистане

Калаи-Хумб основан в XV веке как крепость на реке Хумбоб. Первоначально, это был форпост на границе Памира, который охранял восточный фланг Империи Темуридов. 
Позже Калаи-Хумб стал столицей независимого Дарвазского шахства, просуществовавшего до конца XIX века. Когда-то он был частью Бухарского ханства, а в советское время стал районным центром Горно-Бадахшанской области, входившей в Таджикскую ССР.
С 1878 года — центр Дарвазского бекства Бухарского эмирата.
В 1930 — 1991 гг. — центр Калайхумбского района Горно-Бадахшанской автономной области Таджикской ССР.

## Калаи-Хумб в художественной литературе
Калаи-Хумб под именем Кала-и-Хумб красочно описан в романе «Крыша мира» С. Д. Мстиславского.
А. С. Д. Мстиславский. «Крыша мира». Глава XI. Дивья застава:

Четыре дня шли мы по ущельям, перебрасываясь по временам через невысокие, но крутые хребты. Посёлков не было — не было вообще признаков людского жилья. На пятый — в самый полдень — зачернел с зубчатого гребня, засекая горизонт тёмною крутою чертою, глубокий провал: мы подходили к Пянджу.
Зачуяв воду, просят повода лошади. Мы идём крупным шагом. Обогнули последний увал — и осадили коней: перед нами, в котловине, сдавленной с трёх сторон огромными скалистыми кряжами, лежал изумрудным щитом Кала-и-Хумб. Из зелёного моря — вздымался над самым Пянджем утёс, венчанный цитаделью.
— Воистину — Ирям, райский сад! — шепчет Гассан, жадно раскрыв глаза. — Сколько времени не видали мы зелёной листвы, таксыр! Не лжёт молва о кала-и-хумбском саде. Райский сад — нет другого имени…
— 1925